# Edward Klich
Edward Klich (ur. 2 lutego 1878 w Skałacie k. Tarnopola, zm. 1 grudnia 1939 w Poznaniu) – polski slawista, profesor Uniwersytetu Poznańskiego od 1929.

## Życiorys
W swych badaniach nad zjawiskami językowymi słowiańszczyzny oddał zasługi folklorystyce polskiej. W roku 1903 w „Materiałach i Pracach Komisji Językowej Akademii Umiejętności w Krakowie” zawarł duży zbiór tekstów białoruskich z powiatu nowogródzkiego, o którym sam krytycznie pisał: „żałośnie chaotyczny lamus”. W rzeczywistości zbiór bardzo bogaty, zawierający wiele nieznanych tekstów spisanych przez Klicha bardzo starannie.
Inna obszerna praca Klicha: Materiały etnograficzne z południowo-zachodniej części powiatu limanowskiego zawiera serię tekstów o życiu codziennym mieszkańców podhalańskich wiosek Kasina Wielka, Niedźwiedź, Poręba Wielka, a ponadto 26 bajek.
Był jednym z niewielu w Polsce znawców języka i folkloru romskiego. W rozprawie Cygańszczyzna w «Chacie za wsią» Kraszewskiego (1931) ujawnił, że Kraszewski, przystępując do pisania tej powieści, przeprowadził studia nad językiem Cyganów hiszpańskich, nie zdawał sobie bowiem sprawy, że ich polscy współbracia mówią innym dialektem.
W Poznaniu mieszkał przy ul. Strusia 9.
Był mężem Heleny z Majewiczów, nauczycielki gimnazjum im. Dąbrówki, która została zamordowana 12 kwietnia 1945 w obozie Bergen-Belsen.
1 grudnia 1939 został zamordowany przez Niemców w Forcie VII w Poznaniu (wraz z innymi profesorami UP).